# Rio Branco (Acre)
Pour les articles homonymes, voir Rio Branco.
Rio Branco est une ville brésilienne, capitale de l'État d'Acre. Elle se situe à une altitude de 153 mètres. Sa population était estimée à 419 452 habitants en 2021. La municipalité s'étend sur 7 925 km2.
Rio Branco possède un aéroport (Aéroport Internacional de Rio Branco-Plácido de Castro, code AITA : RBR).

## Histoire
Les Indiens Ipurinã appelaient le fleuve et la région Uwakuru, les portugais l'ont traduit en Aquiri, puis Acre. Le territoire appartient à l'origine à la Bolivie, mais à cause des difficultés d'accès, celle-ci ne peut en assurer le peuplement. Lors de la fièvre du caoutchouc, des immigrants brésiliens parviennent dans la région.
La première implantation de la ville, le 28 décembre 1882, est celle de la plantation de caoutchouc « Volta da Empresa » par Neutel Maia, originaire du Ceara. Puis des familles de travailleurs sont venues s'installer dans la région. Cette première plantation de caoutchouc est établie sur la rive droite du fleuve Acre, le long de la grande courbe du lit du fleuve, où se trouve aujourd'hui le deuxième district, sur des terres auparavant occupées par des tribus indigènes Aquiris, Canamaris et Maneteris. Puis il construit une autre plantation, « Empresa », sur la rive gauche de la rivière Acre, à l'emplacement même où se situe le gouvernement d'Acre actuel.
En 1903, le conflit dans la région d'Acre tourne au désavantage de la Bolivie. Celle-ci est contrainte de céder le territoire contesté par le traité de Petrópolis, signé le 17 novembre 1903. José Maria da Silva Paranhos Júnior, baron de Rio Branco, ministre des Affaires étrangères, a joué un rôle important dans la question de la région de l'Acre : il a contribué à l'aboutissement à la signature du traité de Petrópolis entre le Brésil et la Bolivie, et ainsi à la fin du conflit entre les deux pays concernant le territoire d'Acre.
Cunha Matos est nommé préfet du département du Haut-Acre le 18 août 1904, poste qu'il a occupé jusqu'en 1905. Le 19 août 1904, il décide de créer le siège provisoire de sa préfecture dans le village créé autour de la plantation, où se trouve aujourd'hui le deuxième district de la capitale, sur la rive droite du fleuve Acre. Le 22 août 1904, il nomme cette ville « Rio Branco » en l'honneur du baron de Rio Branco.
Le 13 juin 1909, le nouveau préfet, le colonel Gabino Besouro, déplace le siège sur la rive gauche de l'Acre pour éviter les inondations. C'est l'installation finale. Sur cette rive, dans le premier district, opèrent aujourd'hui le Palais du Gouvernement, la cour de justice, l'assemblée législative et le palais des secrétariats. Il nomme cette nouvelle ville « Penápolis » en l'honneur du président Afonso Pena.
En 1910, les deux villes sont fusionnées sous le nom d'« Empresa ». En février 1911, le préfet Deocleciano Coelho de Sousa change le nom de la municipalité en « Penápolis ». Dès 1912, elle est rebaptisée « Rio Branco ».
En 1920, elle devient capitale du territoire d'Acre.
Dans les années 1930, des immigrants de Syrie et du Liban s'installent massivement, le quartier de la rive droite est surnommé « Beyrouth ».
Dans les années 1950, un déclin économique est survenu et les immigrants ont cessé de venir s'installer dans la région.

## Jumelage
- Italie Reggio d'Émilie, Italie
- Chine Zhuhai, Chine
- États-Unis Albuquerque, États-Unis

## Climat
Le climat de Rio Branco est un climat tropical, il y pleut toute l'année mais la période de fortes pluies se situe entre octobre et avril.
| Mois                                | jan. | fév. | mars | avril | mai | juin | jui. | août | sep. | oct. | nov. | déc. | année |
| ----------------------------------- | ---- | ---- | ---- | ----- | --- | ---- | ---- | ---- | ---- | ---- | ---- | ---- | ----- |
| Température minimale moyenne (°C)   | 21   | 21   | 20   | 20    | 19  | 17   | 16   | 17   | 19   | 20   | 21   | 21   | 19,9  |
| Température moyenne (°C)            | 25   | 25   | 25   | 26    | 23  | 23   | 23   | 24   | 25   | 25   | 25   | 25   | 24,9  |
| Température maximale moyenne (°C)   | 35   | 37   | 37   | 38    | 39  | 35   | 37   | 37   | 38   | 38   | 37   | 38   | 39,8  |
| Précipitations (mm)                 | 289  | 284  | 230  | 190   | 93  | 31   | 43   | 38   | 89   | 170  | 221  | 264  | 1 947 |
| Nombre de jours avec précipitations | 20   | 18   | 18   | 14    | 8   | 4    | 3    | 4    | 7    | 12   | 15   | 17   | 140   |

## Économie

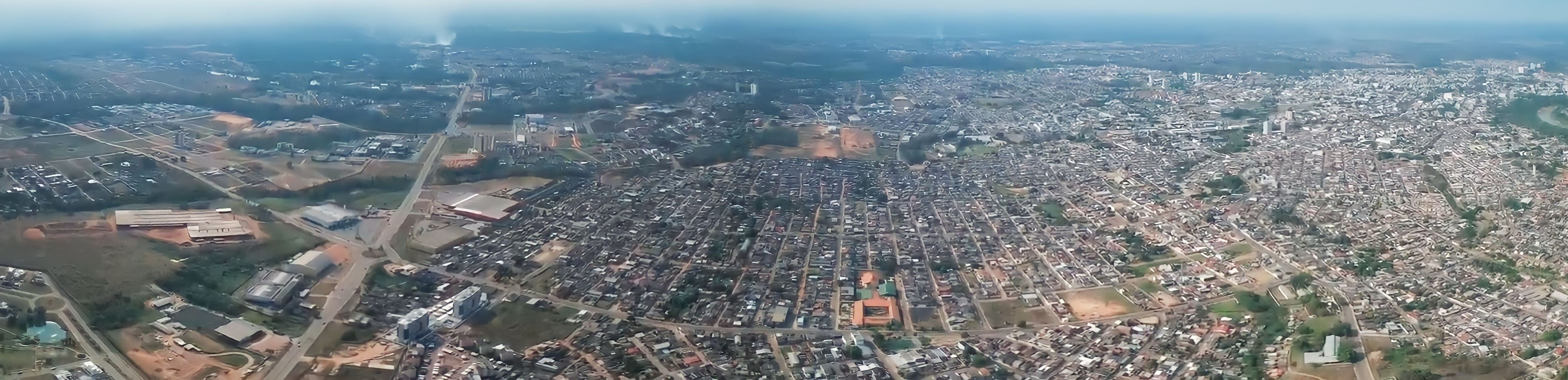
Rio Branco, Brésil

### Média
VHF télévision
2 – TV Village (Culture / TV Brazil)
4 – TV Acre (Globo TV)
5 – TV 5 (Band)
8 – TV Rio Branco (SBT)
11 – TV Gazeta (Record)
13 – TV Union AC network (Union)
UHF télévision
19 – Brazil Network
21 – Amazon Sat
27 – Life Network
40 – TV 40 (Record News)
50 – Good News
54 – 58 RIT – TV Nazareth
Digital UHF 14 – Acre HD TV
AM radio
Progress AM : 740 kHz
AM Leader : 800 kHz
University AM : 1350 kHz,
Broadcast Acre : 1400 kHz
FM radio
Ecoacre FM : 90.9 MHz
Gazeta FM : 93.3 MHz
Union FM : 94.7 MHz
Village FM : 96.9 MHz
Acre FM : 98.1 MHz
Good News FM : 107.9 MHz
Latin FM: 101.1 MHz
FM 104.9 MHz Gameleira

## Personnalités
Le gardien de but international Weverton est né à Rio Branco en 1987.
- João Donato (1934-2023), musicien.
- Enéas Carneiro (1938-2007), politique brésilien, trois fois candidat à la présidence du Brésil.

## Galerie

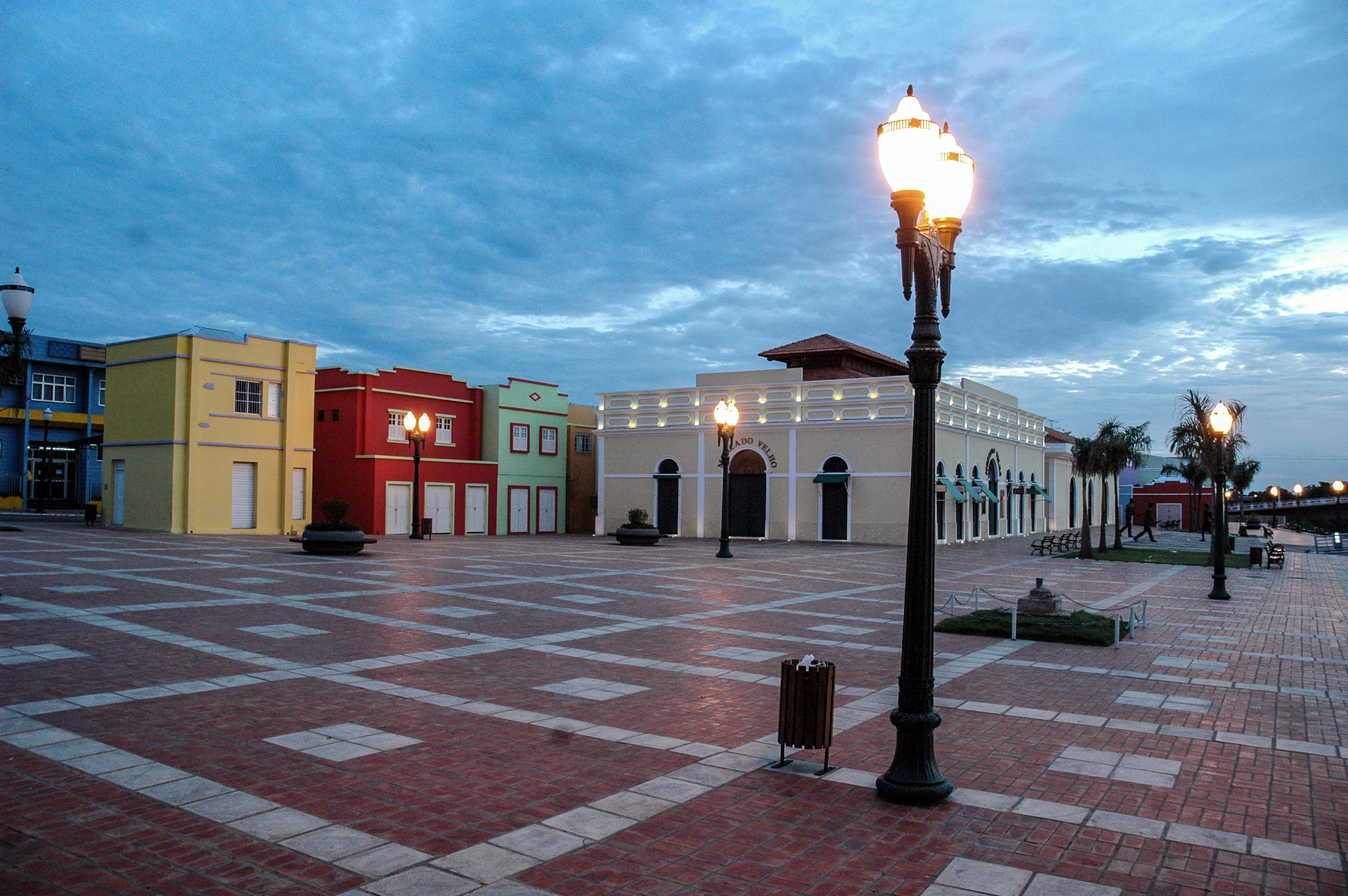
Rio Branco, Brésil
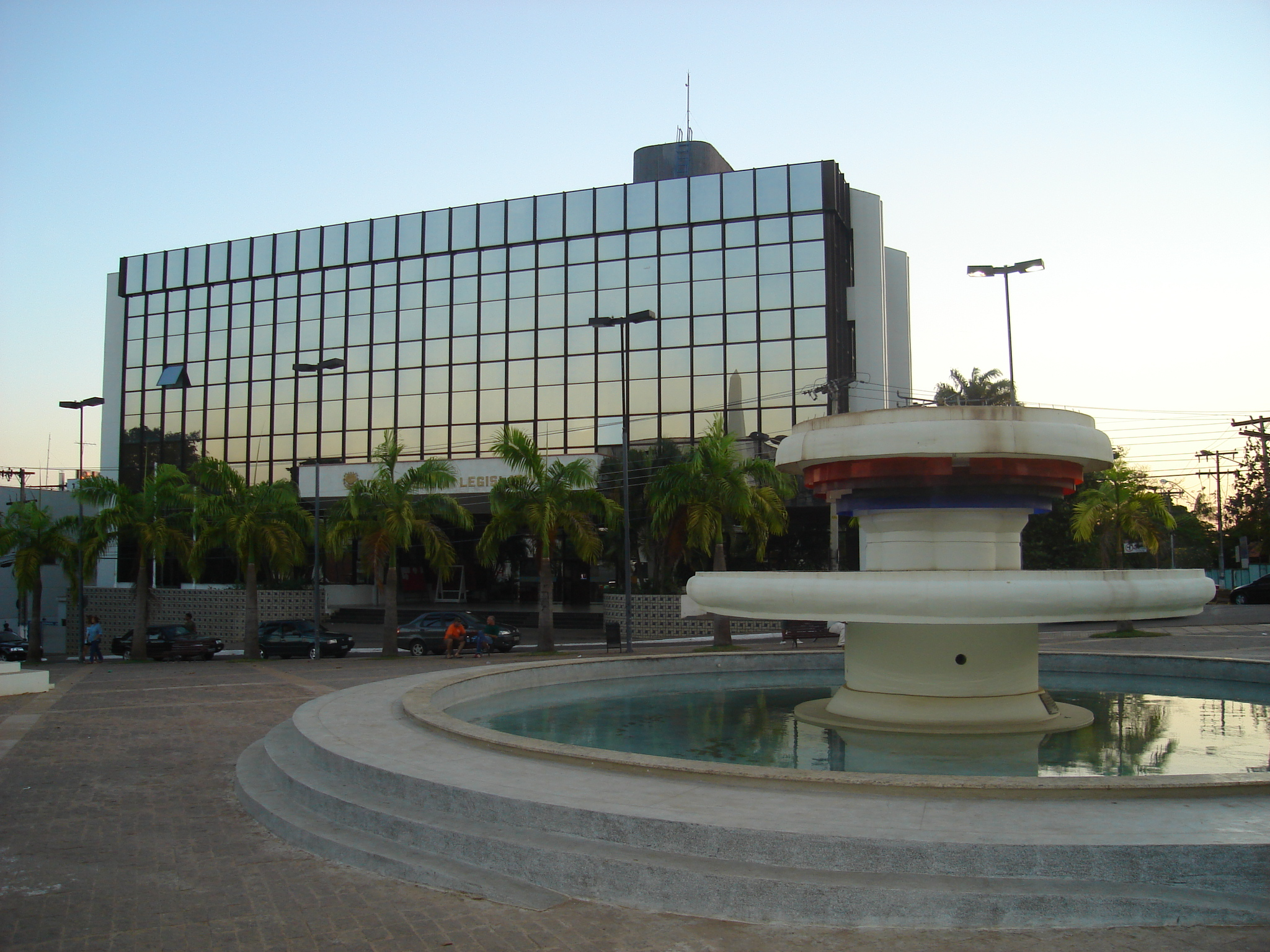
Rio Branco, Brésil
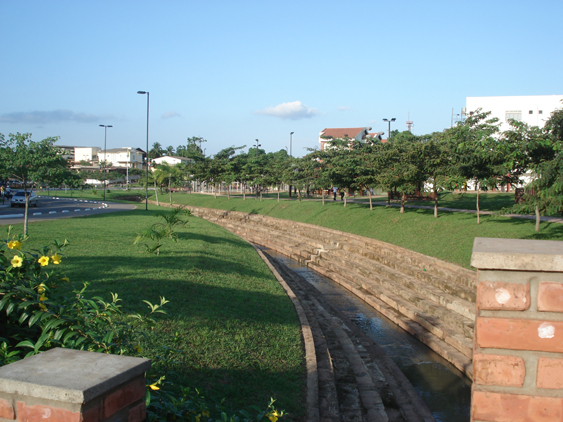
Rio Branco, Brésil